# Силвејнија (Пенсилванија)
Силвејнија (енгл. Sylvania) град је у америчкој савезној држави Пенсилванија.

## Демографија
По попису из 2010. године број становника је 219, што је 19 (9,5%) становника више него 2000. године.
| Група             | 2000.        | 2010.       |
| Белци             | 200 (100,0%) | 211 (96,3%) |
| Афроамериканци    | 0 (0,0%)     | 0 (0,0%)    |
| Азијати           | 0 (0,0%)     | 2 (0,9%)    |
| Хиспаноамериканци | 0 (0,0%)     | 0 (0,0%)    |
| Укупно            | 200          | 219         |